# بيع قبل القبض

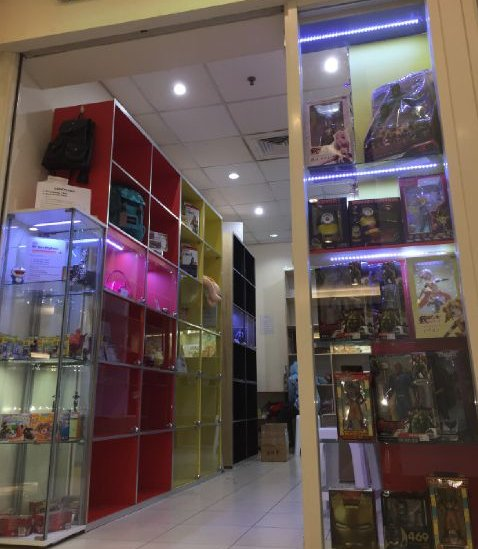

هو بيع/تسليم بضائع أو سلع إلى شخص آخر مع الاحتفاظ بكامل الملكية القانونية لتلك السلع لدى البائع/المُرسل لغرض البيع أو الشحن.

## الميزات
العلاقة بين الطرفين هي العلاقة بين [المرسل] و [المرسل إليه] ، وليس علاقة المشتري والبائع.
يحق للمرسل أن يتلقى جميع النفقات المتعلقة بالإرسالية.
المرسل إليه غير مسؤول عن تلف البضائع أثناء النقل أو أي إجراء آخر.
وتباع البضائع في خطر من المرسل مع الربح أو الخسارة التي تخص المرسل فقط.
يقوم المرسل الذي يقوم بتسليم البضائع إلى المرسل إليه بتحويل الممتلكات إلى المرسل إليه فقط وليس ملكيتها. يحتفظ المرسل بحق ملكية البضائع. يأخذ المرسل إليه البضائع الخاضعة لثقة. إذا قام المرسل إليه بتحويل البضائع إلى استخدام غير متوخى في اتفاق الإرسالية، مثل بيعها والاحتفاظ بعائدات البيع للمرسل إليه، فقد ارتكبت بحقه جريمة الاختلاس.

## المتاجر المستعملة
"Consignment Store" هو مصطلح أمريكي للمحلات المستعملة التي تبيع البضائع المستعملة لأصحابها (المرسلين)، وعادة ما تكون بتكلفة أقل من البضائع الجديدة. ليست كل محلات بيع الأشياء المستعملة هي محلات بيع البضائع. في محلات الشحن، عادة ما يكون من المفهوم أن المرسل إليه (البائع) يدفع المرسل (الشخص الذي يملك هذا البند) جزء من عائدات البيع. لا يتم الدفع حتى يتم بيع السلعة. توجد مثل هذه المتاجر حول العالم. يمكن أن تكون متاجر السلسلة، مثل Buffalo Exchange أو متاجر البوتيك الفردية. يحتفظ المرسل بحق ملكية العنصر ويمكنه إنهاء الترتيب في أي وقت عن طريق طلب إرجاعه. عادة ما يتم ترتيب وقت محدد بعد ذلك إذا لم يتم بيع العنصر، فمن المتوقع أن يقوم المالك باستعادته (إذا لم يتم استرداده خلال فترة محددة، يمكن للبائع التخلص من هذا البند حسب تقديره).
البضائع التي تباع في الغالب قبل القبض تشمل التحف، المعدات الرياضية، السيارات، الكتب، الملابس (خاصة الأطفال، الأمومة، ملابس الزفاف، التي غالباً ما لا تهالك)، الأثاث، الأسلحة النارية، الموسيقى، الآلات الموسيقية، الأدوات، الطائرات الشراعية ولعب الأطفال. غالبًا ما تستخدم مواقع eBay ، ومخازن الإنزال، والبائعون عبر الإنترنت نموذج بيع مابعد القبض. غالبًا ما تعمل المعارض الفنية في كثير من الأحيان كجهات بيع بعد القبض للفنانين.
يمكن تسهيل عمليات القبض والاستلام عن طريق استخدام المخزون المُدار من قِبل البائعين (VMI) وتطبيقات المخزون المُدار بواسطة العملاء (CMI). VMI هو نموذج عمل يسمح للبائع في علاقة بائع / عميل بتخطيط ومراقبة المخزون للعميل، ويسمح CMI للعميل في العلاقة بالتحكم في المخزون.
في المملكة المتحدة، لم يتم استخدام مصطلح «كونسايمنت»، وتسمى محلات الإرسالية التي تبيع ملابس النساء «وكالات اللباس». على الرغم من وجود أنواع أخرى من متاجر بيع مابعد القبض.

### الاجراء
يقوم المرسل بجمع عناصره المستعملة ليتم مراجعتها.
بعد المراجعة، يعيد المرسل إليه البنود التي تعتبر غير مناسبة لإعادة بيعها إلى المرسل (مثل العناصر الممزقة أو القذرة أو العناصر التي تعتبر مزيفة، والتي لا يمكن بيعها في بعض السلطات القضائية)، وقبول تلك الأشياء التي يجب إعادة بيعها، وتحديد الهدف سعر إعادة البيع، وحصة المرسل إليه منه، وطول الفترة الزمنية التي سيتم فيها بيع السلع للبيع.
عندما تبيع عناصر المرسل إليه (أو في بعض الحالات، بعد انتهاء الفترة المتفق عليها)، يأخذ المرسل إليه حصة من الأرباح ويدفع لصاحبها الحصة. يتم إرجاع العناصر التي لم يتم بيعها إلى المرسل (الذي يجب استرجاعها في غضون وقت محدد أو فقدان حق الملكية لهم؛ في بعض الحالات، قد يتفق المرسل في وقت مبكر للسماح للمرسل إليه بالتبرع بها للجمعيات الخيرية).

## المحاسبة
عندما يقدم البائع (المرسل) البضاعة إلى موزع (المرسل إليه)، لا يمكن حينها التعرف على الإيرادات. يمكن التعرف على الإيرادات عند انتهاء فترة شحنة محددة، أو بيع عنصر إلى المستهلك النهائي.
يعفى ضمنيًا التزام العميل بالدفع حتى الاستهلاك أو البيع.
البائع ملزم بإحضار إعادة البيع.
يوجد سعر إعادة الشراء الذي سيتم تعديله لتغطية تكاليف الفائدة والفائدة
يتحكم المورد في المنتج حتى يحدث حدث محدد، مثل البيع إلى عميل نهائي، أو حتى تنتهي فترة محددة.
يستطيع البائع المطالبة بإعادة المنتج أو نقل المنتج إلى طرف ثالث.
ليس لدى المرسل إليه التزام غير مشروط بالدفع مقابل المنتج (على الرغم من أنه قد يكون مطلوبًا لدفع وديعة).

## بيع الإنسان مالم يقبض في الإسلام
ثبت في الحديث الصحيح عن ابن عباس رضي الله عنهما أن النبي صلى الله عليه وسلم قال: من ابتاع طعاما فلا يبعه حتى يقبضه. وفي لفظ حتى يكتاله وفي لفظ آخر: حتى يستوفيه قال ابن عباس (راوي الحديث): ولا أحسب كل شيء إلا مثله. وفي رواية: إذا اشتريت بيعا فلا تبعه حتى تقبضه.
وقد ذهب الفقهاء مذاهب في بيع المبيع قبل قبضه إلى مذاهب.
فمذهب الشافعية، وهو قول أبي يوسف الأول، وقول محمد، وهو أيضا رواية عن الإمام أحمد: أنه لا يصح بيع المبيع قبل قبضه، سواء أكان منقولا أم عقارا، وإن أذن البائع، وقبض الثمن. وذلك لحديث حكيم بن حزام رضي الله عنه، قال: قلت: يا رسول الله: إني أشتري بيوعا، فما يحل لي منها، وما يحرم علي؟ قال: إذا اشتريت بيعا فلا تبعه حتى تقبضه وحديث ابن عمرو رضي الله عنهما أن النبي صلى الله عليه وسلم قال: لا يحل سلف وبيع، ولا شرطان في بيع، ولا ربح ما لم يضمن، ولا بيع ما ليس عندك.
ومعنى ربح ما لم يضمن ربح ما بيع قبل القبض. مثل: أن يشتري متاعا، ويبيعه إلى آخر قبل قبضه من البائع، فهذا البيع باطل، وربحه لا يجوز؛ لأن المبيع في ضمان البائع الأول، وليس في ضمان المشتري منه، لعدم القب.